# Juergen B. Donges
Juergen Bernardo Donges Tomczak (* 24. Oktober 1940 in Sevilla; † 25. Juni 2021 in Köln) war ein deutscher Wirtschaftswissenschaftler.

## Leben
Donges, Sohn eines deutschen Bankkaufmanns, wurde in Sevilla geboren und wuchs in Madrid auf, wo er 1956 das spanische und 1958 das deutsche Abitur absolvierte. Nach einer Ausbildung zum Industriekaufmann in Heidenheim von 1958 bis 1961 studierte er Volkswirtschaftslehre an der Universität des Saarlandes in Saarbrücken und machte 1966 seinen Diplomabschluss. 1969 schloss er die Promotion an derselben Universität ab. 1969–89 forschte er am Institut für Weltwirtschaft Kiel, 1979 wurde er zum Honorarprofessor an der Wirtschafts- und Sozialwissenschaftlichen Fakultät der Christian-Albrechts-Universität zu Kiel ernannt. Von 1989 bis 2007 war er ordentlicher Professor für Wirtschaftliche Staatswissenschaften, insbesondere Wirtschaftspolitik an der Universität zu Köln und dort einer der Direktoren des Instituts für Wirtschaftspolitik.
Donges war ein Vertreter des ordnungspolitischen Ansatzes der Wirtschaftspolitik. Seine Forschungsschwerpunkte waren Außenwirtschaft und europäische Integration. Er hatte ein besonderes Interesse an Fragen der spanischen Wirtschaft und veröffentlichte eine Reihe von Artikeln in spanischsprachigen Zeitschriften. Er war Mitglied der Königlichen Akademie der Wirtschafts- und Finanzwissenschaften von Spanien sowie seit 2003 der Nordrhein-Westfälischen Akademie der Wissenschaften und der Künste.
Von 1992 bis 2002 war er Mitglied des Sachverständigenrates zur Begutachtung der gesamtwirtschaftlichen Entwicklung („Fünf Weise“), 2000–2002 als Vorsitzender. Zuvor, von 1989 bis 1991, leitete er die von der Bundesregierung eingesetzte Expertenkommission zum Abbau marktwidriger Regulierungen (Deregulierungskommission). 1998–2011 war er stellvertretender Vorsitzender des Wissenschaftlichen Arbeitskreises für Regulierungsfragen der Bundesnetzagentur. Von 1973 bis 1996 war er Mitglied des Wissenschaftlichen Beirates beim Bundesministerium für wirtschaftliche Zusammenarbeit. Er war von 1990 bis 2011 Mitglied im Kronberger Kreis, im wissenschaftlichen Beirat der Stiftung Marktwirtschaft sowie Botschafter der Initiative Neue Soziale Marktwirtschaft. Er war einer von 136 deutschen Wirtschaftsprofessoren (darunter Roland Vaubel, Hans-Werner Sinn, Bernd Lucke, Manfred J. M. Neumann und Georg Milbradt), die kurz vor der Bundestagswahl im September 2013 in einem Aufruf der Europäischen Zentralbank (EZB) rechtswidrige monetäre Staatsfinanzierung vorwarfen.
Donges starb am 25. Juni 2021 im Alter von 80 Jahren in Köln. Seine Grabstätte befindet sich auf dem Melaten-Friedhof.

## Ehrungen und Auszeichnungen
- 1991: Bernhard-Harms-Medaille des Instituts für Weltwirtschaft Kiel[7]
- 1992: Komturkreuz des Spanischen Zivilordens durch den König von Spanien Juan Carlos I.
- 1996: Ludwig-Erhard-Preis für Wirtschaftspublizistik
- 2005: Festschrift zum 65. Geburtstag[8]

## Ausgewählte Veröffentlichungen
- Protektion und Branchenstruktur der westdeutschen Wirtschaft. J.C.B. Mohr (Paul Siebeck), Tübingen 1973, ISBN 3-16-335262-6.
- Außenwirtschafts- und Entwicklungspolitik. Springer-Verlag, Berlin 1981, ISBN 3-540-10427-5.
- Deutschland in der Weltwirtschaft. Bibliographisches Institut, Mannheim 1995, ISBN 3-411-10471-6.
- mit Andreas Freytag: Allgemeine Wirtschaftspolitik. 3. Auflage. Lucius & Lucius UTB, Stuttgart 2009, ISBN 978-3-8282-0467-6.
- mit Kai Menzel und Philipp Paulus: Globalisierungskritik auf dem Prüfstand. (), Lucius & Lucius, Stuttgart 2003, ISBN 3-8282-0262-4.
- Spanien: Spar- und Reformbemühungen auf dem Prüfstand. In: Orientierungen zur Wirtschafts- und Gesellschaftspoltiik. 135, 1/2013, S. 15–21. (ORIENTIERUNGEN 135 (Memento vom 12. Oktober 2013 im Internet Archive) PDF; 2,4 MB)